# Objawienie
Objawienie (gr. apokalypsis – odkrycie, odsłonięcie) – pojęcie odnoszące się do religii objawionych. Dla wyznawców danej religii jest to przesłanie lub wydarzenia, poprzez które Bóg, ich zdaniem, daje się poznać jednostkom lub grupom ludzi.

## Objawienie w judaizmie

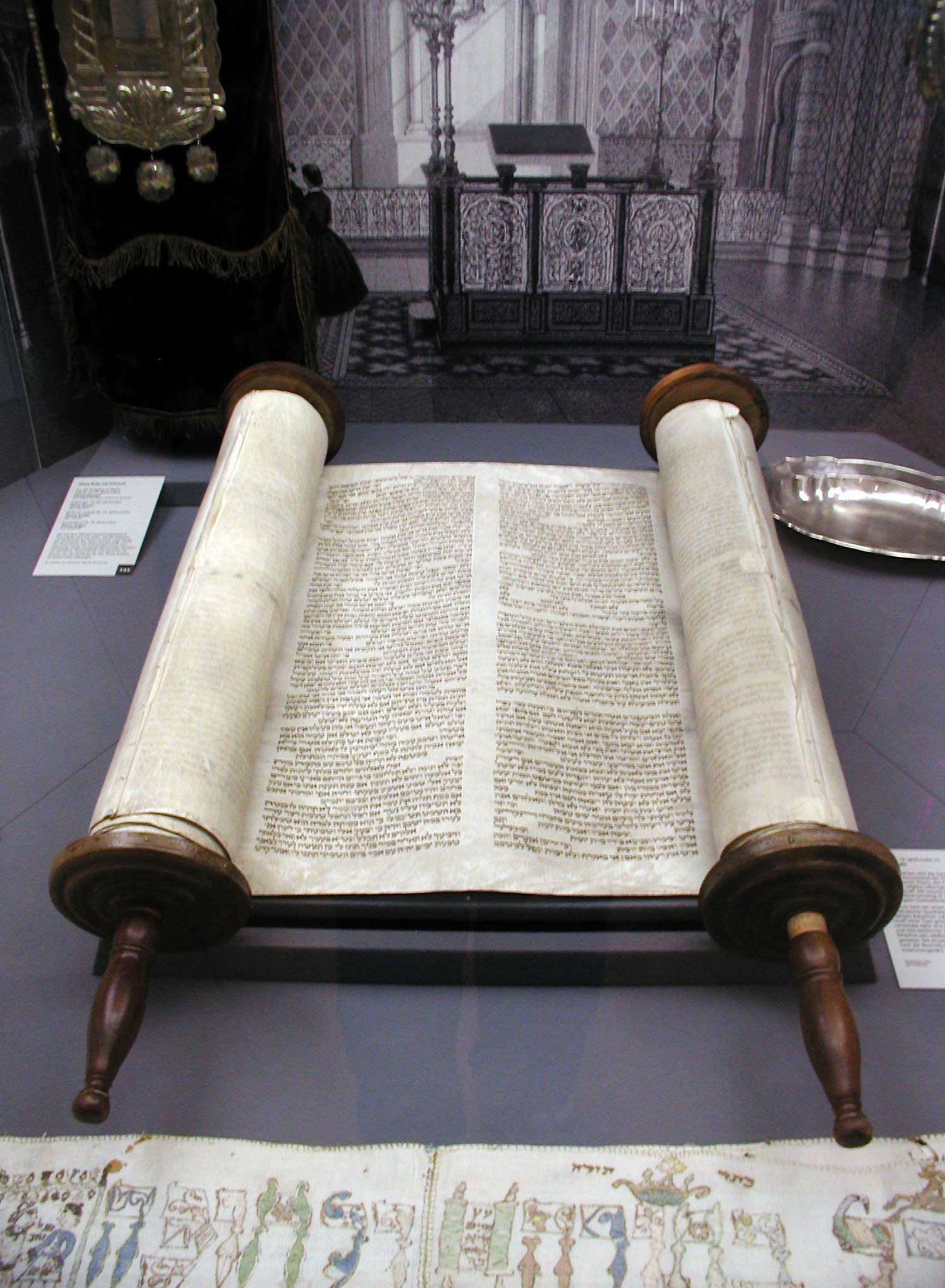
Tora, święta księga judaizmu.

W judaizmie objawienie (gallah), które zawarte jest w księgach Starego Testamentu, wyrażane jest za pomocą czasowników: widzieć, wiedzieć, pozwalać, słyszeć i terminów od nich pochodnych. Jahwe objawia się i daje się poznać w stworzeniu świata i dziełach stworzonych, w dokonywanych przez Siebie cudownych fenomenach, a przede wszystkim w historii Izraela, który Sobie wybrał i zawarł z nim przymierze na Synaju. W Pięcioksięgu i przez proroków objawia Swoją rolę i zbawcze plany, które stopniowo realizuje w dokonywanych dziełach na rzecz narodu wybranego, przy czym Jahwe nie objawia się w nich w Swojej istocie i naturze, lecz ujawnia Swoją potęgę, moc i wielkość w dziejach Izraela. W objawieniu na Synaju (Wj 19,1-21), które w judaizmie uchodzi za centralne, gdyż jest adresowane do całego narodu żydowskiego, Bóg objawia Swoje własne imię: „Ja Jestem, Który Jestem” (Jahwe), zawiera przymierze z narodem i na mocy tego przymierza zawsze będzie w nim obecny; przekazuje mu Torę (Prawo).
Torę w judaizmie uważa się za pochodzącą z nieba, jako bezpośrednie słowo Boga, i ma fundamentalne znaczenie dla judaizmu rabinackiego. Tora jako dar dany Mojżeszowi przekazywana jest drogą pisemną (Pięcioksiąg) i ustną, która jest kontekstem objawienia oraz środkiem jej przekazu w tradycji. Halacha i haggada stanowią podstawę interpretacji objawienia przez uczonych w Piśmie, których zadaniem jest wykazywanie, że historyczny rozwój objawienia jest zgodny z pierwotnym. W judaizmie przyjmuje się, że obok tych postaci Tory istnieją też inne formy objawienia, jak natchnienia pochodzące od Ducha Bożego. Różne formy proroctwa Mojżesza uchodzą za najważniejsze, gdyż zawierają w sobie wszystkie inne. Judaizm proroctw mesjańskich nie odnosi do Jezusa Chrystusa.

## Objawienie w chrześcijaństwie
W chrześcijaństwie objawienie nie jest jednoznacznie rozumiane we wszystkich wspólnotach.

### Objawienie w katolicyzmie
Dla katolików objawienie związane jest ze spotkaniem Boga osobowego, który ukazuje się jako Stwórca i Zbawiciel, zapraszając wybranych, pojedynczych ludzi lub pewną grupę osób – aby przez nich zaprosić wszystkich ludzi, by stali się dziećmi Bożymi, Ludem Bożym. Bóg stopniowo udziela się człowiekowi w historii świata.
Istnieją różne definicje Objawienia w katolicyzmie:

Objawienie jest wolnym i z istoty swej nadprzyrodzonym działaniem Boga, w którym Bóg, dla doprowadzenia rodzaju ludzkiego do celu nadprzyrodzonego, który polega na widzeniu istoty Bożej, mówiąc do nas przez proroków i ostatecznie przez Chrystusa, ujawnił w sposób tajemniczy misteria nadprzyrodzone i prawdy naturalne religii w taki sposób, by mogły być następnie nieomylnie przedkładane przez Kościół bez jakiejkolwiek zmiany znaczenia, aż do skończenia świata.

Objawienie (revelatio) to przekazywane i wyjaśniane w Kościele, wypływające z dobroci i mądrości nadprzyrodzone i wolne działanie Boga Trójjedynego, w którym Bóg – aby uczynić ludzi uczestnikami swojej natury i doprowadzić ich do wspólnoty z sobą w wieczności – przez wydarzenia i słowa stopniowo ukazywał w historii tajemnice swojej natury i zamysłu zbawienia, by ostatecznie odsłonić je i udzielić w Osobie i nauczaniu Jezusa Chrystusa.

Bóg jest tym, który przez objawienie wychodzi naprzeciw człowiekowi i wzywa go do dialogu. Nie tylko człowiek szuka Boga, lecz także Bóg szuka człowieka. Objawienie jest łaskawym i darmowym darem Boga, Jego samoudzieleniem się człowiekowi. Bóg, który jest autorem Objawienia, jest równocześnie jego treścią. Objawienie mówi, Kim jest sam Bóg. Bóg ukazuje się jako pierwsza przyczyna i zasada istnienia świata. Bóg objawiający się w historii, poznawany w wierze, ukazuje się jako Bóg miłości, jako ojciec, Syn i Duch Święty, który z miłości prowadzi człowieka do zbawienia.

#### Objawienie w Piśmie Świętym
W ujęciu katolickim Bóg objawiał się w historii w poszczególnych etapach, którymi było:
- stworzenie i zachowanie świata;
- przymierze z Noem;
- wybór Abrahama;
- powołanie Izraela jako Ludu Bożego[3].

Ostatnim i najważniejszym etapem jest samoobjawienie się Boga w Jezusie Chrystusie, dlatego chrześcijańskie Objawienie zostało już zakończone. Ta teza jest popierana cytatem:

Wielokrotnie i na różne sposoby przemawiał niegdyś Bóg do ojców przez proroków, a w tych ostatecznych dniach przemówił do nas przez Syna. (List do Hebrajczyków 1, 1-2)

Przykładem może być objawienie Imienia Bożego Mojżeszowi w Starym Testamencie (por. Wj 3,14). Zaś w Nowym Testamencie objawienie tajemnicy Jezusa jako Mesjasza Szymonowi Piotrowi: Błogosławiony jesteś, Szymonie, synu Jony. Albowiem nie objawiły ci tego ciało i krew, lecz Ojciec mój, który jest w niebie (Mt 16,17; por. Mk 8,27-30; Łk 9,18-21).
Aby potwierdzić prawomocność osób, przez które przekazywane było Objawienie, Bóg dokonywał w ich życiu różnych cudów i znaków. Cuda były jednym ze znaków prawdziwości Jezusa z Nazaretu. Najważniejszym potwierdzeniem prawdziwości Objawienia w Jezusie było Jego Zmartwychwstanie. Zmartwychwstałe ciało Jezusa stało się Nową Świątynią (por. J 2,18; 4,23-26), posłany został Duch Święty, który przyjmujących Zmartwychwstałego jako Mesjasza doprowadza do całej prawdy (por. J 16,13). Cuda potwierdzające towarzyszyły także nauczaniu apostołów (por. Mk 16,20; Dz 9,34-35). Wszyscy, którzy przyjęli ich kerygmat, stali się duchowym ciałem zmartwychwstałego Jezusa (por. Kol 1,18; Ef 1,22; 5,23).

#### Tradycja i Pismo Święte jako źródło poznania Objawienia
Objawienie zostało dane Kościołowi w Chrystusie poprzez nauczanie Dwunastu apostołów oraz Ewangelistów. Podstawowym nośnikiem Objawienia, przekazywanego z pokolenia na pokolenie, jest żywa Tradycja Kościoła oraz spisane za życia apostołów Pismo Święte Nowego Testamentu, które jest ściśle powiązane z Biblią Hebrajską (Stary Testament). Zgodnie z nauczaniem Kościoła katolickiego stanowią one jedno nierozdzielne źródło poznania Objawienia.
Podobną postawę można znaleźć w prawosławiu. Powstałe w okresie Reformacji wspólnoty i organizacje chrześcijańskie odrzuciły Tradycję, nie uznając jej za autentyczny nośnik Objawienia, i przyjęły Pismo Święte jako jedyne jego źródło.

#### Objawienie publiczne a objawienia prywatne
Tradycja i Pismo Święte, wzajemnie ściśle ze sobą powiązane, stanowią tzw. „objawienie publiczne” (łac. revelatio). Należy odróżnić od niego „objawienia prywatne” (łac. apparitio). Uznane przez Kościół objawienia prywatne są rozumiane jako pomoc w odczytaniu i praktykowaniu objawienia publicznego w życiu Kościoła. Np. objawienia w Lourdes (1858) pomogły rozpowszechnić i utwierdzić wśród wiernych i duchowieństwa wiarę w niepokalane poczęcie Maryi, Matki Bożej. Dogmat o Niepokalanym Poczęciu ogłoszony został przez papieża Piusa IX cztery lata wcześniej (1854). Objawienia prywatne nie mają zatem merytorycznego wpływu na treść dogmatów i podstaw wiary, mogą mieć wpływ na ich rozumienie i przyjęcie, a czasem pośrednio na sposób ich formułowania.
Katolicy nie są zobowiązani do wiary w objawienia prywatne, nawet jeśli zostały one uznane przez Kościół za autentyczne.

### Objawienie w innych wyznaniach chrześcijańskich

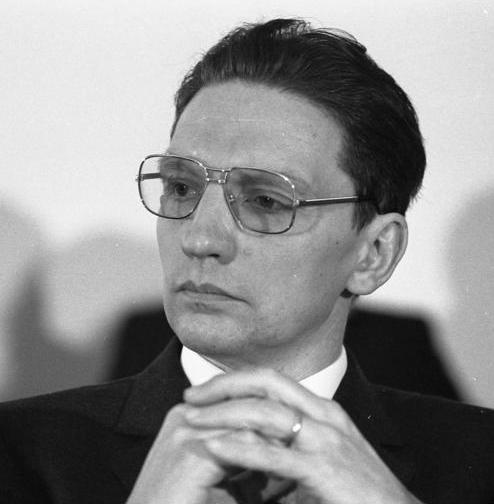
Wolfhart Pannenberg, autor dzieła Offenbarung als Geschichte.

We współczesnej teologii protestanckiej idea objawienia jako historii łączy się w sposób szczególny z myślą ewangelickiego teologa Wolfharta Pannenberga. W dziele Offenbarung als Geschichte Pannenberg poddaje krytyce ewangelicką teologię słowa i koncepcję tzw. objawienia bezpośredniego (przez słowo), postulując objawienie pośrednie poprzez historię albo objawienie jako dzieje. Przyjście Jezusa Chrystusa stanowi kres historii antycypowany w czasie.
Kwakrzy silnie akcentują rolę osobistego wewnętrznego objawienia. Za podstawę ich wyznania, w zasadniczych kwestiach zgodnego z wyznaniem protestanckim, można uważać ich wiarę w nadnaturalne, pochodzące od Boga światło, które jest obecne w sercu człowieka. Doświadczenie iluminacji (oświecenia) jest rozumiane jako wyraz działania Ducha Świętego, a jednocześnie wyraz bezpośredniego działania Boga w duszy człowieka.
Zielonoświątkowcy kładący duży nacisk na osobiste przeżywanie wiary dostrzegają źródło objawienia w postaci darów Ducha Świętego – w tym prorokowanie.
Mormoni podkreślają rolę objawienia jakie miał Joseph Smith oraz że Księga Mormona jest Słowem Bożym. Podczas działalności misyjnej przywiązują dużą wagę do dawania własnego świadectwa w tym zakresie. Pokładają też wiarę w obecność proroków żyjących obok nas, życiem zwykłych ludzi.
Dla mariawitów, kolejnym źródłem Objawienia obok Pisma Świętego i Tradycji jest Dzieło Wielkiego Miłosierdzia, objawienia św. Marii Franciszki Kozłowskiej spisane w latach 1893-1918.
Świadkowie Jehowy uważają, że obecnie nie ma już potrzeby, aby przez objawienia, znaki i cuda dowodzić, że Bóg przeniósł swą łaskę z narodu izraelskiego na prawdziwy zbór chrześcijański. Apostoł Paweł wyjaśnił, że cudowne dary w końcu zanikną. Miał nastać czas, kiedy przestaną stanowić znak ułatwiający rozpoznawanie prawdziwych chrześcijan (1 Kor 13:8-13).

## Objawienie w religiach pozachrześcijańskich

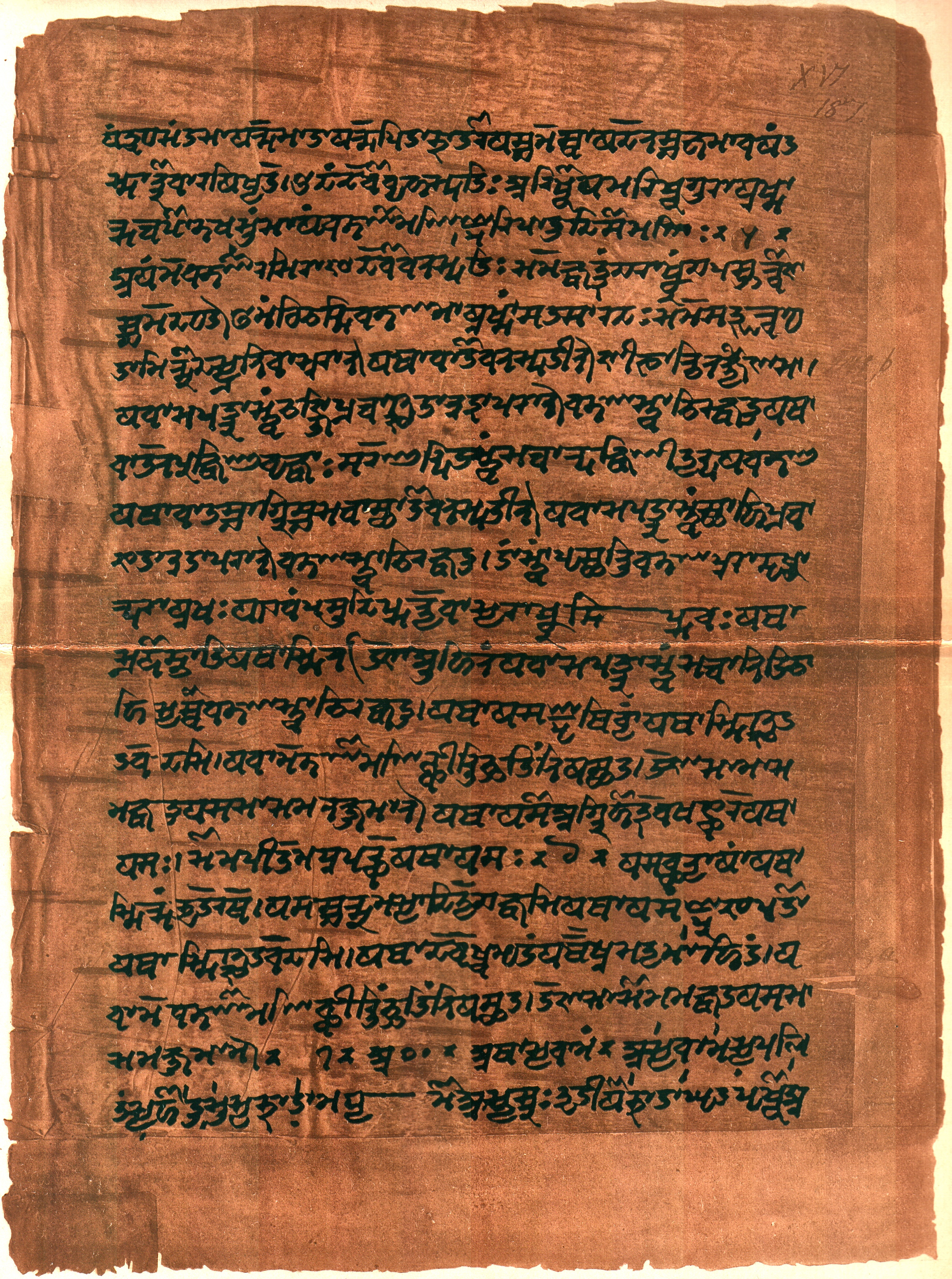
Atharwaweda, jedna z świętych ksiąg hinduizmu.

W religiach pierwotnych istnieje przekonanie, że Istota Najwyższa osobiście lub przez swoich pośredników objawiała się protoplastom rodów i przekazywała im system wierzeń, zasad moralnego postępowania, sprawowania kultu oraz organizacji społeczno-religijnej. Objawione orędzie było przekazywane drogą ustnej tradycji z pokolenia na pokolenie.
Wyznawcy hinduizmu utrzymują, że ich święte księgi zawierają objawienie Boże. Wyrażają je pisma Śruti (święta wiedza przekazywana ustnie przez mędrców). Wśród literatury Śruti wyróżnia się cztery księgi Wed (Rigweda, Sanaweda, Jadżurweda, Atharaweda). W hinduizmie utrzymuje się, że początkowo objawienie było przekazywane ustnie i zostało wyrażone w hymnach, modlitwach i pieśniach pochwalnych różnych bóstw, które powstały z inspiracji nadprzyrodzonej.
W przeciwieństwie do judaizmu i chrześcijaństwa, gdzie w tworzeniu Biblii brało udział wielu ludzkich autorów, w islamie w przekazaniu Słowa Bożego uczestniczy bezpośrednio tylko jeden – Mahomet, który otrzymał objawienie za sprawą archanioła Gabriela. Muzułmanie wierzą, że Bóg objawił Mahometowi Koran w całości.
Według muzułmanów każdy okres historii ma swoją księgę stosowną do jego czasu: Tora została dana Mojżeszowi, Psalmy – Dawidowi, a Ewangelia – Jezusowi. Dawne księgi bowiem, w przekonaniu muzułmanów, zostały skażone i wymagały potwierdzenia tego, co było w nich autentyczne i prawdziwe. Ostateczną i pełną wersją objawienia jest Koran.

## Nowożytna krytyka Objawienia
Krytyka chrześcijańskiego objawienia i w ogóle objawienia Bożego jako takiego wiąże się z dobą oświecenia. To właśnie w tej epoce po raz pierwszy na tak szeroką skalę zakwestionowano nie tylko niektóre treści przynależące do objawienia i wiary, ale odrzucono samą ideę i możliwość nadprzyrodzonego objawienia Bożego. Jak zauważa Robert Woźniak:

Od czasów Kanta utwierdził się jednak sceptycyzm w stosunku do heurystycznych i hermeneutycznych zdolności metafizyki, rozpowszechniony już od późnego średniowiecza, a to z powodu gruntownej niedowodliwości i nieweryfikowalności jej twierdzeń.

Podejście racjonalistyczne stawia w opozycji dwa rodzaje poznania: poznanie przez intelekt i poznanie przez wiarę, przez objawienie Boże. Przeciwstawienie to spotkało się z krytyką Jana Pawła II w encyklice Wiara i rozum (1998), a także w wykładzie ratyzbońskim – wystąpieniu Benedykta XVI na uniwersytecie w Ratyzbonie w (2006), gdzie papież określił islam jako religię objawienia, nie uwzględniającą racji rozumowych.